# Arcidiocesi di Vilnius

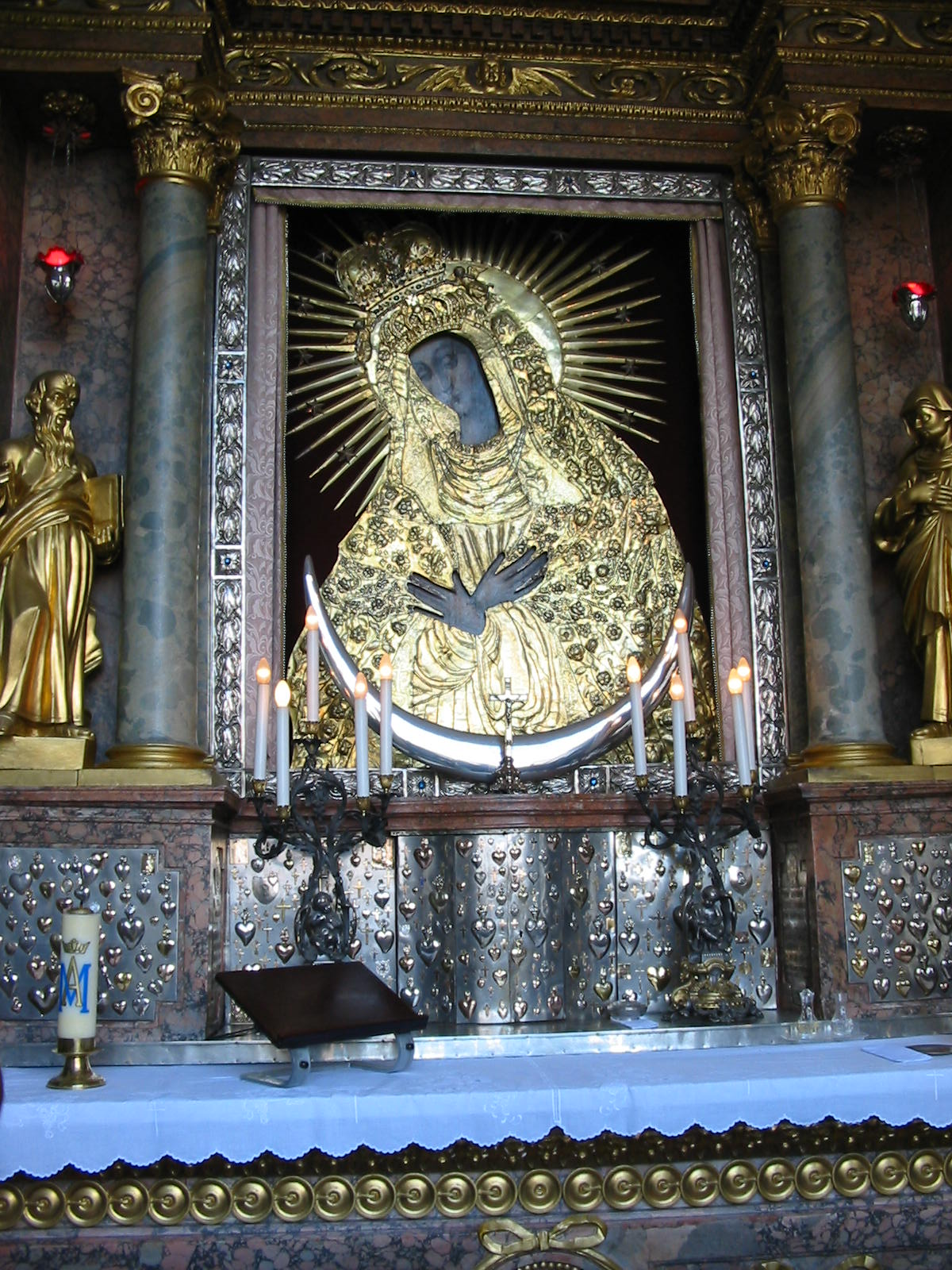
Effigie della Vergine Maria della Porta dell'Aurora (in lituano: Aušros vartai, in polacco: Ostra brama). È venerata in tutta la Lituania e in Polonia.

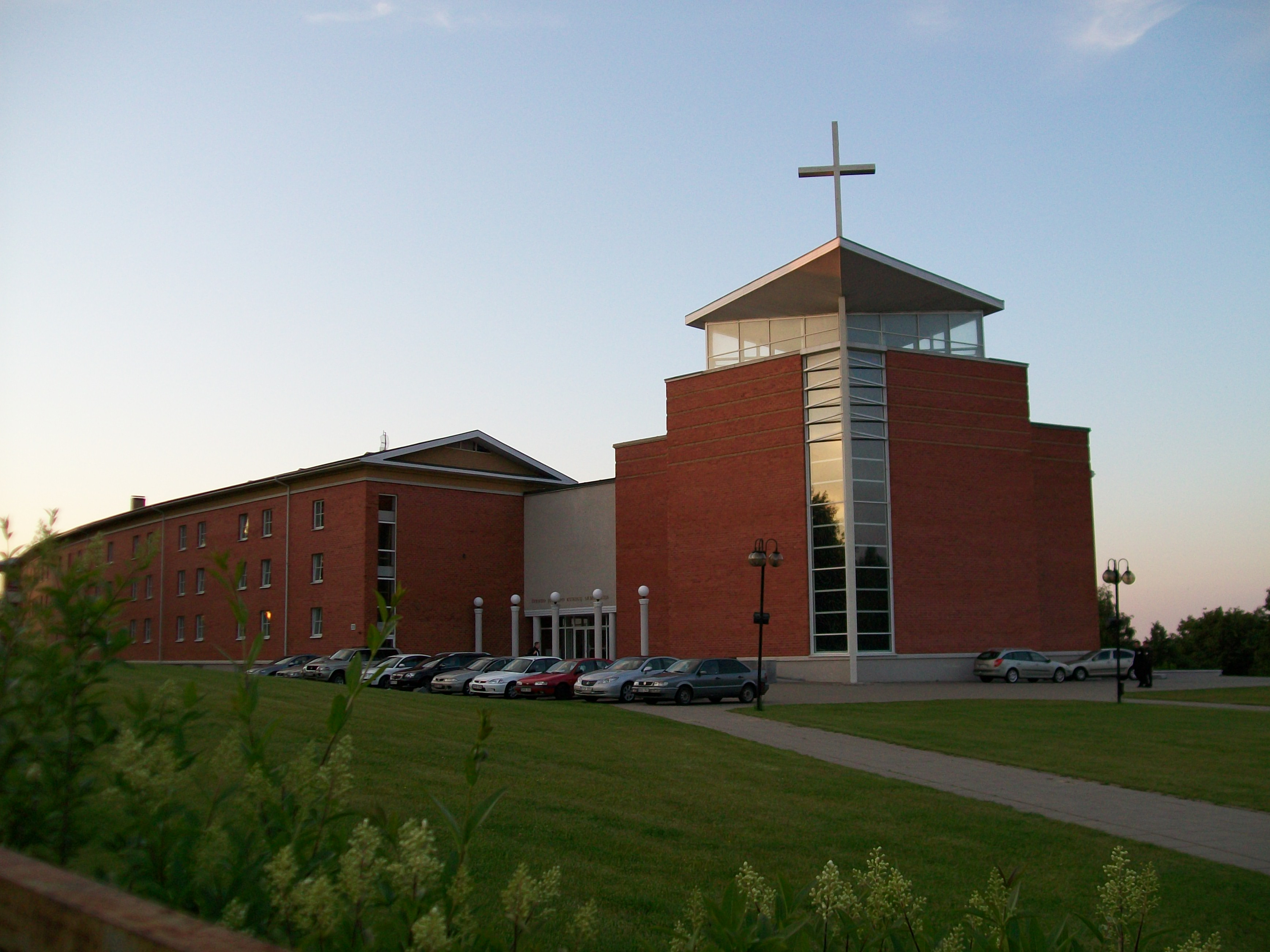
Il seminario San Giuseppe di Vilnius.

L'arcidiocesi di Vilnius (in latino Archidioecesis Vilnensis) è una sede metropolitana della Chiesa cattolica in Lituania. Nel 2023 contava 659.530 battezzati su 832.735 abitanti. È retta dall'arcivescovo Gintaras Grušas.

## Territorio
L'arcidiocesi si estende nella parte orientale della Lituania e comprende per intero i comuni di Druskininkai, Varėna, Šalčininkai, Vilnius (comune urbano), Vilnius (comune distrettuale), Švenčionys, Ignalina; e in parte i comuni di Širvintos, Trakai, Molėtai e Zarasai.
Sede arcivescovile è la città di Vilnius, dove si trova la cattedrale dei Santi Stanislao e Ladislao. Vilnius è ricca di chiese dalla storia travagliata e interessante. Meta di pellegrinaggi è la Cappella della Porta dell'Aurora, che contiene un'effigie della Vergine Maria Madre della Misericordia venerata in tutta la Lituania e in Polonia. In diocesi sorge anche la basilica della Visitazione della Beata Vergine Maria a Trakai.
Il territorio è suddiviso in 97 parrocchie.

## Storia

### Erezione
L'erezione della diocesi si deve all'iniziativa del re Ladislao II Jagellone, che inviò missionari per l'evangelizzazione della Lituania nel 1387 e inviò Dobrogost, arcivescovo di Poznań come ambasciatore presso il papa Urbano VI con una petizione per l'erezione di una sede episcopale a Vilnius e per la nomina di Andrzej Wasilko (già vescovo di Siret e confessore della regina Elisabetta d'Ungheria). Per accondiscere alle richieste del re, papa Urbano VI, con la lettera apostolica Romanus Pontifex, incaricò Dobrogost, vescovo di Poznań, di costituire una diocesi a Vilnius, di erigere la cattedrale e di consacrare Andrzej Wasilko come primo vescovo diocesano. Fu autorizzata anche l'istituzione di un capitolo di dieci canonici. Sotto l'episcopato di Wasilko, furono costruite le chiese di san Giovanni, che divenne la parrocchiale della città, di san Martino e sant'Anna (rispettivamente nei castelli superiore e inferiore).
Alla morte di Wasilko nel 1398, gli succedette un francescano, Jakub Plichta (1398-1407), durante il cui episcopato la cattedrale di Vilnius fu distrutta da un incendio. Fra i suoi successori furono: Piotr Krakowczyk di Kustynia (1414-1421), che fu investito da papa Martino V di pieni poteri per convertire gli ortodossi di Lituania alla Chiesa cattolica; Matthias di Trakai (1421-1453), lituano, che inviò propri rappresentanti al Concilio di Basilea e si servì l'Inquisizione per combattere gli Ussiti, fondò molte chiese e difese strenuamente i diritti e i privilegi dei lituani.
Con Jan Łosowicz (1467-1481) molti ruteni furono convertiti al cattolicesimo e i francescani bernardini si stabilirono a Vilnius. Albert Tabor, lituano, invitò i domenicani a Vilnius e affidò loro la chiesa dello Spirito Santo; Albert Radziwiłł (1508-1519) morì in odore di santità; a Giovanni di Lituania (1519-1537) succedette il principe Paweł Holszański (1534-1555) restaurò la cattedrale in stile gotico; Walerian Protasewicz Suszkowski (1556-1580) dovette combattere per il celibato ecclesiastico e per l'uso del latino come lingua liturgica; introdusse a Vilnius i gesuiti, fra i quali vi era Piotr Skarga.
I vescovi di Vilnius, presiedendo una vasta diocesi e godendo della carica temporale di senatori di Lituania, non potevano dedicare tutta la loro attenzione alle necessità spirituali del loro gregge; per ovviare al problema, dal XV secolo si avvalsero di vescovi coadiutori o ausiliari. Molti di questi, particolarmente nel XVI e XVII secolo, erano vescovi titolari di Methone (nel Peloponneso). Fra i più celebri si può menzionare Jurgis Kazimieras Ancuta (1723-1737), autore dell'opera "Jus plenum religionis catholicae in regno Poloniae", che mostrava che protestanti e ortodossi non avevano gli stessi diritti dei cattolici. A partire dal XVII secolo erano anche ausiliari per la Bielorussia

### L'epoca della Riforma
Il principe vescovo Jerzy Radziwiłł (1579-1591) diede impulso all'Università di Vilnius, fondò il seminario diocesano, e lo pose sotto la direzione dei gesuiti, introdusse i decreti del Concilio di Trento, e dopo essere stato creato cardinale, fu trasferito alla diocesi di Cracovia nel 1591. Il capitolo di conseguenza incaricò dell'amministrazione della diocesi il vescovo ausiliare, Ciprian. Alla sua morte nel 1594, il clero si divise in fazioni per la scelta del successore, fino a che Sigismondo III nominò Benedykt Wojna (1600-1615), che s'impegnò efficacemente per la canonizzazione del re san Casimiro, ad onore del quale nel 1604 fu posata la prima pietra di una chiesa a Vilnius. Ebbero successo i suoi sforzi per avere san Casimiro come santo patrono della Lituania. Il suo successore, Eustachy Wollowicz (1616-1630), fondò ospedali, invitò i Canonici regolari lateranensi a Vilnius, e combatté energicamente i protestanti e gli ortodossi. Abraham Wojna (1631-1649) introdusse i Fatebenefratelli e si oppose strenuamente al Calvinismo. Jerzy Tyszkiewicz (1650-1656) annesse tutta la Curlandia alla diocesi. Aleksander Sapieha (1666-1671) eresse la chiesa dei santi Pietro e Paolo a Vilnius, prendendo a modello la Basilica di San Pietro. La diocesi comprendeva a quel tempo 25 decanati con 410 chiese. Konstanty Kazimierz Brzostowski (1687-1722) introdusse a Vilnius gli scolopi e incoraggiò lo sviluppo degli ordini religiosi. Durante l'episcopato di Mikołaj Jan Zenkowicz (1730-1762), sorsero conflitti fra i gesuiti e gli scolopi, che risultarono nella chiusura delle scuole degli scolopi. Il principe Ignacy Jakub Massalski (1762-1794) promosse la riforma del clero e devolvette il suo immenso patrimonio alle chiese della diocesi facendo anche ricostruire a sue spese la cattedrale di Vilnius nelle forme attuali. Fu attento anche alla cultura e all'educazione essendo a capo dal 1773 al 1776 della commissione per l'educazione nazionale, istituì circa trecento scuole parrocchiali e trasformò l'ex collegio dei gesuiti di Vilnius in una vera università. La sua visione politica conservatrice considerata filorussa provocò l'odio dei seguaci di Tadeusz Kościuszko, che si concretizzò nel 1794, quando una folla ostile assaltò il suo Palazzo e lo fece impiccare.
La fiorente vita religiosa nella diocesi di Vilnius è attestata dal grande numero di sinodi che vi si tennero. Il primo ebbe luogo nel 1502, convocato dal vescovo Tabor. Fecero seguito i sinodi del 1526; del 1528, per raccogliere fondi per il restauro della cattedrale; del 1555, per opporsi alla diffusione del luteranesimo; del 1582; del 1607, che emanò molti regolamenti per l'amministrazione dei sacramenti e la disciplina del clero; del 1630, per regolare l'amministrazione dei beni ecclesiastici; del 1654, per soccorrere lo stato con nuove imposte; del 1669 con i suoi regolamenti disciplinari; del 1685, con ordinanze relative all'amministrazione dei sacramenti e alla vita del clero; del 1744, con regolamenti riguardo al catechismo, ai matrimoni misti e agli esercizi spirituali. Dopo il sinodo del 1744, non ne furono tenuti altri, ma i vescovi indirizzeranno al clero lettere pastorali, di cui alcune notevoli per importanza.

### Sotto il dominio dell'Impero russo
Dopo l'annessione della Lituania all'Impero russo nel 1795, la diocesi di Vilnius non godé più di libertà di relazioni con la Santa Sede, tuttavia gran parte del clero cattolico accolse favorevolmente il governo russo dopo che il vescovo di Vilnius principe Massalski era stato assassinato dai rivoluzionari di Kościuszko nel 1794. Nel 1795 il capitolo nominò David Pilchowski vicario in spiritualibus. La diocesi di Inflanty, il cui vescovo era stato anch'esso assassinato dai rivoluzionari nel 1794, fu accorpata a Vilnius e Jan Nepomucen Kossakowski (1798-1808) fu nominato vescovo. Fece molto per la prosperità del seminario. Alla sua morte il capitolo fu coinvolto in un conflitto con il metropolita cattolico di Mogilёv (oggi Mahilëŭ), residente a San Pietroburgo, Siestrzencewicz (già vescovo ausiliare a Vilnius), che in base alla legislazione russa e all'interpretazione di un breve pontificio del 1783 impose al di sopra del capitolo, come amministratore della diocesi, Hieronim Strojonowski (1808-1814), poi confermato dal papa, quindi vescovo di Vilnius, dopo la cui morte assunse il governo della diocesi attribuendosi il titolo di primate di Lituania. Nel 1798 la diocesi, fino ad allora suffraganea di Gniezno, era entrata a far parte della provincia ecclesiastica dell'arcidiocesi di Mahileŭ, perdendo contemporaneamente una parte del suo territorio per l'erezione della diocesi di Minsk. 
Nel 1827, dopo la morte di Siestrzencewicz, il vicario capitolare, Milucki, amministrò la diocesi per un breve periodo. Nel 1828 Andreas Klagiewicz fu nominato amministratore; fu inviato nell'interno della Russia durante l'Insurrezione del 1831, ritornò nel 1832, fu eletto vescovo di Vilnius nel 1839 e prese possesso della sede il 28 giugno 1841. Morì lo stesso anno, dopo aver assistito alla rovina della Chiesa greco-cattolica nella sua diocesi (nel 1839 il sinodo della provincia ecclesiastica greco-cattolica di Polack aveva annullato l'Unione di Brest chiedendo di far parte della Chiesa ortodossa russa) e alla repressione del Cattolicesimo di rito bizantino. Il capitolo elesse allora Jan Cywiński come vicario, che ebbe il dolore di veder chiusa l'Università di Vilnius, il clero e le chiese della diocesi completamente spogliate delle loro proprietà. Morì il 17 novembre 1846. Nel 1848 gli succedette Wacław Żyliński, che fu trasferito alla sede metropolitana di Mahilëŭ nel 1856, ma continuò a governare la diocesi fino al 1858.
Adam Stanisław Krasiński fu espulso dalla diocesi in conseguenza dell'Insurrezione del 1863, ciononostante continuò a governare la diocesi fino al 1883, quando si rifugiò a Cracovia. Il suo successore, Karol Hrynieweki, fu esiliato a Jaroslavl' dopo due anni di episcopato, e nel 1890 rinunciò alla cattedra vescovile e si ritirò in Galizia. Durante il suo esilio governò la diocesi come vicario patriarcale Ludwik Feliks Zdanowicz. Nel 1889 fu eletto vescovo Antanas Pranciškus Audzevičius, canonico di San Pietroburgo e dotto teologo. Morì nel 1895; la diocesi allora fu governata da Ludwik Feliks Zdanowicz, vescovo titolare di Dionisiade. Nel 1897 gli successe il canonico Steponas Aleksandras Žvėravičius, e fu trasferito nel 1902 alla sede di Sandomierz. Prese il suo posto il barone Eduard von der Ropp, che si dedicò ad organizzare il movimento cattolico nella diocesi, incorrendo per questo nell'ostilità del governo russo. Esiliato a Pskov il vescovo Ropp, la diocesi fu affidata a Kazimieras Mikalojus Michalkevičius come amministratore apostolico.
L'antica diocesi di Livonia, soppressa nel 1797, era stata incorporata nella diocesi di Vilnius, ma nel 1848 parte di questo territorio (quello dell'ex diocesi di Curlandia) fu annesso alla diocesi di Samogizia (oggi arcidiocesi di Kaunas). Il 16 marzo 1799, in forza della bolla Saepe factum est di papa Pio VI, Vilnius cedette 90 parrocchie a vantaggio dell'erezione della diocesi di Wigry (oggi diocesi di Łomża).

### XX secolo
Dopo la prima guerra mondiale, la diocesi si trovò divisa fra due stati: la maggior parte del territorio, con la sede episcopale, era entro i confini della restaurata nazione polacca, mentre una porzione si venne a trovare in Lituania. Negli anni immediatamente successivi alla fine della guerra furono intavolate trattative per la riorganizzazione delle diocesi in quella parte dell'Europa, in base al principio che i confini diocesani dovevano coincidere con quelli politici.
Il 28 ottobre 1925 con la bolla Vixdum Poloniae unitas di papa Pio XI furono riorganizzate le circoscrizioni ecclesiastiche polacche di rito latino: la diocesi di Vilnius, che era suffraganea dell'arcidiocesi di Mahilëu, fu elevata al rango di arcidiocesi metropolitana ed ebbe come suffraganee le diocesi di Łomża e Pinsk. Contestualmente perse 6 decanati e 67 parrocchie che andarono alla nuova diocesi di Pinsk, ma inglobò le parrocchie di altre diocesi che si trovavano ora in Polonia, ossia 14 parrocchie della diocesi di Samogizia e 4 parrocchie della diocesi di Minsk.
L'anno successivo, il 4 aprile 1926, in forza della bolla Lituanorum gente di papa Pio XI, cedette la parte dell'antico territorio che si trovava in Lituania, costituito di 5 decanati e 62 parrocchie, a vantaggio dell'erezione della diocesi di Kaišiadorys.
Nel 1938 l'arcidiocesi comprendeva 30 decanati e 448 parrocchie per circa un milione e mezzo di fedeli.
Alla fine della seconda guerra mondiale, l'arcidiocesi si trovò divisa dal nuovo confine di stato: una porzione minore di trovava in Polonia, mentre la maggior parte del territorio era diviso tra la Repubblica Socialista Sovietica Bielorussa e la Repubblica Socialista Sovietica Lituana.
Durante gli anni dell'occupazione sovietica i cattolici soffrirono la feroce persecuzione del potere statale. L'arcivescovo coadiutore Mečislovas Reinys fu incarcerato e morì in prigione nel 1953. Molti dei suoi parenti furono incarcerati e durante gli interrogatori gli offrirono la liberazione in cambio della sottomissione a Mosca, senza risultato. La curia arcivescovile fu trasferita nella parte della diocesi in territorio polacco, a Białystok, e la circoscrizione, governata da vicari, fu costretta ad utilizzare il nome di "arcidiocesi di Białystok", poiché era proibito definirla di Vilnius. Il successore dell'arcivescovo Jałbrzykowski (morto nel 1955), Julijonas Steponavičius (amministratore apostolico dal 1957 al 1989 poi arcivescovo) nel 1961 fu deportato fuori dai confini dell'arcidiocesi. Trascorse 28 anni da deportato. Più di venti sacerdoti furono imprigionati. La vita della Chiesa subì pesanti restrizioni: furono proibiti l'insegnamento della Bibbia nelle scuole, il catechismo dei bambini, la pubblicazione di periodici e libri religiosi, il culto pubblico. Tutti i monasteri vennero chiusi, la maggior parte dei beni della Chiesa fu confiscata e ventitré chiese furono chiuse, compresa la cattedrale di Vilnius, trasformata in pinacoteca.
Dopo la fine dell'Unione Sovietica, nel 1991 i territori dell'arcidiocesi che si trovavano all'estero furono ceduti a nuove diocesi: il 13 aprile i territori bielorussi furono ceduti alla nuova diocesi di Hrodna e il 5 giugno i territori polacchi alla nuova diocesi di Białystok, che l'anno successivo è stata elevata ad arcidiocesi metropolitana.

## Cronotassi dei vescovi
Si omettono i periodi di sede vacante non superiori ai 2 anni o non storicamente accertati.
- Andrzej Jastrzębiec, O.F.M. † (1388 - 14 novembre 1398 deceduto)
- Jakub Plichta, O.F.M. † (5 maggio 1399 - 7 febbraio 1407 deceduto)
- Mikołaj Gorzkowski † (gennaio 1408 - 1414 deceduto)
- Piotr Krakowczyk † (15 febbraio 1415 - 22 dicembre 1422)
- Mattia di Trakai † (4 maggio 1422 - 9 maggio 1453 deceduto)
- Mikołaj z Sołecznik † (17 ottobre 1453 - 29 settembre 1467)
- Jan Łosowicz † (4 maggio 1468 - 1481 deceduto)
- Andrzej Szeliga † (27 agosto 1481 - 1491 deceduto)
- Wojciech Tabor † (11 aprile 1492 - 27 marzo 1507 deceduto)
- Albert Radziwiłł † (10 settembre 1507 - 19 aprile 1519 deceduto)
- Giovanni di Lituania † (23 settembre 1519 - 15 marzo 1536 nominato vescovo di Poznań)
- Paweł Holszański † (15 marzo 1536 - 4 settembre 1555 deceduto)
- Walerian Protasewicz † (10 aprile 1556 - 31 dicembre 1579 deceduto)
- Jerzy Radziwiłł † (31 dicembre 1579 - 9 agosto 1591 nominato vescovo di Cracovia)
  - Bernard Maciejowski † (1º settembre 1597 - 21 aprile 1598 dimesso) (vescovo eletto)
- Benedykt Wojna † (31 luglio 1600 - 22 ottobre 1615 deceduto)

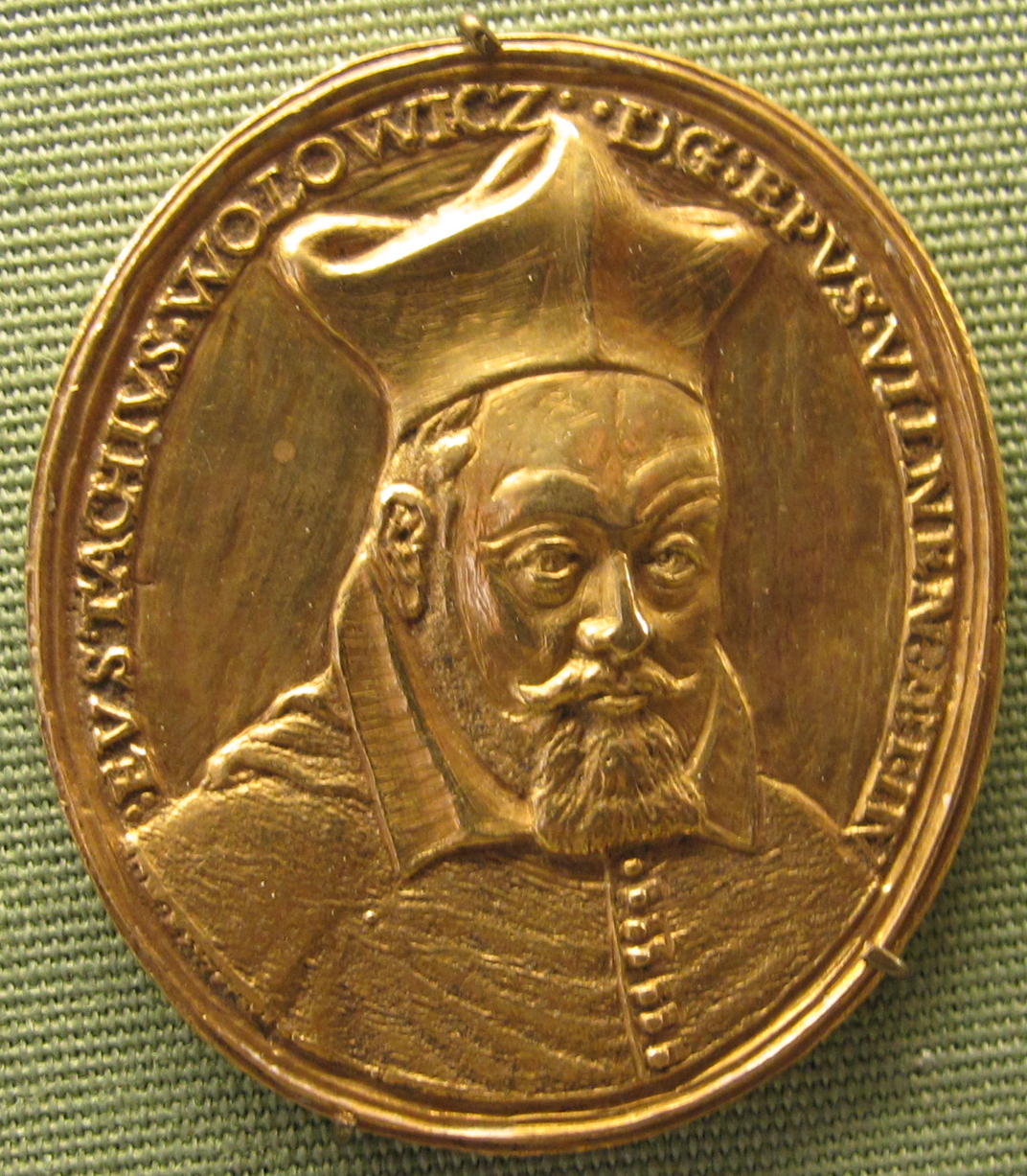
Eustachy Wołłowicz su una medaglia del 1626

- Eustachy Wołłowicz † (18 maggio 1616 - 19 gennaio 1630 deceduto)
- Abraham Wojna † (24 marzo 1631 - 14 aprile 1649 deceduto)
- Jerzy Tyszkiewicz † (9 dicembre 1649 - 17 gennaio 1656 deceduto)
- Jan Karol Dowgiałło Zawisza † (16 ottobre 1656 - 9 marzo 1661 deceduto)
- Jerzy Baiłłozor † (21 novembre 1661 - 17 maggio 1665 deceduto)
- Aleksander Kazimierz Sapieha † (18 luglio 1667 - 22 maggio 1671 deceduto)
  - Sede vacante (1671-1682)
- Mikołaj Stefan Pac † (25 maggio 1682[9] - 8 maggio 1684 deceduto)
- Aleksander Kotowicz † (9 aprile 1685 - 30 novembre 1686 deceduto)
- Konstanty Kazimierz Brzostowski † (24 novembre 1687 - 24 ottobre 1722 deceduto)
- Maciej Józef Ancuta † (24 ottobre 1722 succeduto - 18 gennaio 1723 deceduto)
- Karol Piotr Pancerzyński † (11 settembre 1724 - 19 febbraio 1729 deceduto)
- Michał Jan Zienkowicz † (2 ottobre 1730 - 23 gennaio 1762 deceduto)
- Ignacy Jakub Massalski † (29 marzo 1762 - 28 giugno 1794 deceduto)
  - Sede vacante (1794-1798)
- Jan Nepomucen Kossakowski † (17 novembre 1798 - 26 agosto 1808 deceduto)
  - Sede vacante (1808-1814)
- Hieronim Stojnowski † (26 settembre 1814 - 17 agosto 1815 deceduto)[10]
  - Sede vacante (1815-1840)[11]
- Andrzej Benedykt Kłągiewicz † (14 dicembre 1840 - 27 dicembre 1841 deceduto)
  - Sede vacante (1841-1848)
- Wacław Żyliński † (3 luglio 1848 - 18 settembre 1856 nominato arcivescovo di Mahilëŭ)
- Adam Stanisław Krasiński, Sch.P. † (27 settembre 1858 - 15 marzo 1883 dimesso)
- Karol Hryniewicki † (15 marzo 1883 - prima del 28 dicembre 1889 dimesso[12])
- Antanas Pranciškus Audzevičius † (30 dicembre 1889 - 10 giugno 1895 deceduto)
- Steponas Aleksandras Žvėravičius † (2 agosto 1897 - 17 settembre 1902 nominato vescovo di Sandomierz)
- Eduard Baron von der Ropp † (9 novembre 1903 - 25 luglio 1917 nominato arcivescovo di Mahilëŭ)
- Beato Jurgis Matulaitis-Matulevičius, M.I.C. † (23 ottobre 1918 - 1º settembre 1925 dimesso[13])
- Jan Feliks Cieplak † (14 dicembre 1925 - 17 febbraio 1926 deceduto)
- Romuald Jałbrzykowski † (24 giugno 1926 - 19 giugno 1955 deceduto)
  - Sede vacante (1955-1989)
- Julijonas Steponavičius † (10 marzo 1989 - 18 giugno 1991 deceduto)[14]
- Audrys Juozas Bačkis (24 dicembre 1991 - 5 aprile 2013 ritirato)
- Gintaras Grušas, dal 5 aprile 2013

## Statistiche
L'arcidiocesi nel 2023 su una popolazione di 832.735 persone contava 659.530 battezzati, corrispondenti al 79,2% del totale.
| anno | popolazione | popolazione | popolazione | presbiteri | presbiteri | presbiteri | presbiteri                | diaconi | religiosi | religiosi | parrocchie |
| anno | battezzati  | totale      | %           | numero     | secolari   | regolari   | battezzati per presbitero | diaconi | uomini    | donne     | parrocchie |
| ---- | ----------- | ----------- | ----------- | ---------- | ---------- | ---------- | ------------------------- | ------- | --------- | --------- | ---------- |
| 1950 | 1.031.000   | 2.300.000   | 44,8        | 595        | 570        | 25         | 1.732                     |         | 53        | 150       | 442        |
| 1970 | 287.945     | 368.813     | 78,1        | 244        | 239        | 5          | 1.180                     |         | 11        | 147       | 60         |
| 1980 | 331.589     | 427.404     | 77,6        | 265        | 258        | 7          | 1.251                     |         | 10        | 117       | 71         |
| 1987 | ?           | 800.000     | ?           | 103        | 94         | 9          | ?                         |         | 9         | ?         | 87         |
| 1999 | 600.000     | 845.500     | 71,0        | 139        | 104        | 35         | 4.316                     | 1       | 40        | 221       | 89         |
| 2000 | 598.000     | 886.200     | 67,5        | 139        | 106        | 33         | 4.302                     | 1       | 34        | 220       | 90         |
| 2001 | 502.400     | 867.200     | 57,9        | 153        | 114        | 39         | 3.283                     | 1       | 42        | 215       | 91         |
| 2002 | 470.000     | 808.700     | 58,1        | 153        | 115        | 38         | 3.071                     | 1       | 43        | 222       | 93         |
| 2003 | 573.000     | 814.000     | 70,4        | 154        | 116        | 38         | 3.720                     | 1       | 41        | 226       | 93         |
| 2004 | 570.000     | 810.000     | 70,4        | 153        | 111        | 42         | 3.725                     | 1       | 47        | 220       | 94         |
| 2010 | 565.620     | 857.745     | 65,9        | 171        | 126        | 45         | 3.307                     | 1       | 60        | 198       | 96         |
| 2014 | 558.847     | 773.406     | 72,3        | 175        | 131        | 44         | 3.193                     |         | 54        | 172       | 95         |
| 2017 | 605.108     | 827.141     | 73,2        | 174        | 137        | 37         | 3.477                     |         | 50        | 167       | 95         |
| 2020 | 655.229     | 844.585     | 77,6        | 168        | 132        | 36         | 3.900                     |         | 56        | 159       | 97         |
| 2022 | 661.455     | 835.036     | 79,2        | 162        | 129        | 33         | 4.083                     |         | 53        | 147       | 97         |
| 2023 | 659.530     | 832.735     | 79,2        | 161        | 130        | 31         | 4.096                     |         | 48        | 131       | 97         |